# Ambiaxius franklinae
Ambiaxius franklinae är en kräftdjursart som beskrevs av Sakai 1994. Ambiaxius franklinae ingår i släktet Ambiaxius och familjen Calocarididae. Inga underarter finns listade i Catalogue of Life.